# Stephen Ward
Stephen Ward, född 20 augusti 1985 i Portmarnock, Dublin, är en irländsk före detta fotbollsspelare. Han är sedan juni 2023 sportchef i Solihull Moors.

## Spelarkarriär
Ward är född och uppvuxen i Portmarnock, Dublin, och började spela fotboll i Portmarnock AFC innan han 2003 började sin professionella karriär i Bohemian. Där gjorde han succé i sin första match genom att göra två mål som inhoppare i en FAI cupmatch den 15 augusti 2003 mot Skerries Town. Han skrev på för Wolverhampton Wanderers i slutet av irländska ligans säsong 2006.
Hans start i Wolves blev lysande och han gjorde tre mål på sina sex första matcher, detta gjorde att han blev utnämnd till månadens spelare i februari 2007. 
Säsongen 2007-08 var inte lika lyckad, han tvingades spela på “fel” position och täcka upp för skadade Matthew Jarvis, senare råkade han ut för en knäskada som höll honom borta från spel i tre månader.
När han återhämtat sig från skadan visade sig Ward värdefull genom att han kunde spela på så många positioner. Bara under säsongen 2008-09 spelade han som back, vänstermittfältare och anfallare. Han delade positionen som vänsterback med Matt Hill en stor del av säsongen 2008-09, en säsong som innebar ligaseger och uppflyttning till Premier League för klubben.
Han började säsongen 2009-10 som ordinarie i förstauppställningen innan en skada höll honom borta från spel i tre månader. Efter att han återhämtat sig från skadan återtog han sin plats i truppen. Hans kontrakt med Wolves sträckte sig till och med sommaren 2011.
Den 26 juni 2019 värvades Ward av Stoke City, där han skrev på ett ettårskontrakt. Den 17 augusti 2020 värvades Ward av Ipswich Town, där han skrev på ett ettårskontrakt med option om ytterligare ett år.
Den 9 juli 2021 värvades Ward av Walsall, där han skrev på ett ettårskontrakt. I april 2022 meddelade Ward att han avslutade sin spelarkarriär.

## Tränarkarriär
Den 29 september 2022 blev Ward anställd i National League North-klubben Solihull Moors som assisterande tränare till tidigare lagkamraten i Wolverhampton Wanderers, Roger Johnson. Den 26 juni 2023 blev han anställd som sportchef i National League-klubben Solihull Moors.

## Meriter
- Football League Championship: 2009